# Elia Pampuri
Elia Pampuri (Milano, 1886 – Milano, 27 luglio 1924) è stato un lottatore italiano, specializzato nella lotta greco-romana.

## Biografia

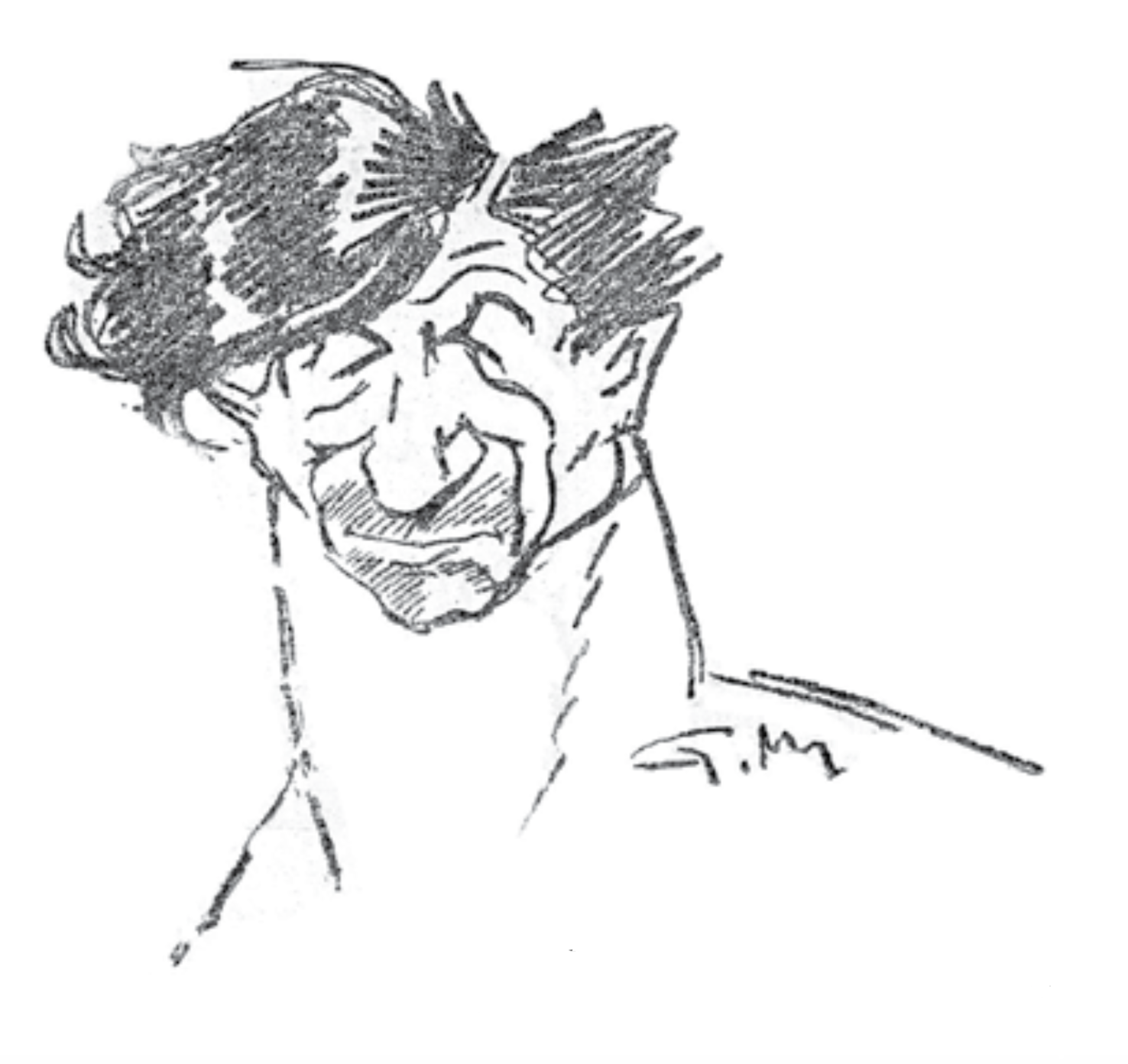
Elia Pampuri in una caricatura di Giorgio Muggiani del 1919.

Nacque e visse nella zona di Porta Ticinese a Milano e fu residente in via Arena 9.
Faceva parte della Società Atletica Milanese, che alla fine del 1800 introdusse lo sport della lotta dilettantistica in Italia, fondata e diretta da Ernesto Castelli, primo campione italiano, che fu il suo iniziale allenatore. È stato uno dei migliori lottatori italiani dei primi del Novecento.
Dal 1902 al 1908 vinse tutte le competizioni in cui gareggiò.
In totale vinse 10 titoli italiani.
Il 14 aprile 1906 fu convocato per difendere i colori dell'Italia il Giochi olimpici intermedi di Atene 1906, dove venne sconfitto dell'austriaco Wenzel Goldbach nel torneo degli 85 chilogrammi.
Il 27 ottobre 1906 vinse la medaglia d'argento ai Campionati del Centro europa, dietro al tedesco Thomas Bihler.
Con il Club Atletico Milanese vinse il campionato a squadre nel 1905 e la Coppa Radaelli nel 1908.
Nel 1908 venne squalificato dalla Federazione Atletica Italiana (FAI) e, probabilmente per questa ragione, non partecipò ai Giochi olimpici di Londra 1908.
Nel 1911, dopo una discussione per un resto non corretto, colpì con un pugno il bigliettaio della linea 335 della circonvallazione di Milano. Il tramviere fu medicato all'occhio sinistro con una prognosi di 10 giorni.
Nel 1914 divenne arbitro federale.
Nel 1920 venne ricoverato al manicomio di Mombello per una malattia che lo debilitò gravemente e dalla quale non si riprese. Morì nella sua abitazione il 27 luglio 1924.
Le sue spoglie sono tumulate nel Cimitero Monumentale.

## Palmarès
- Campionati del Centro Europa

Milano 1906: 
- Campionati italiani di lotta greco-romana

Pavia 1902:  Oro nei 70 kg;
Milano 1903:  Oro nei 70 kg;
Torino 1904:  Oro nei 70 kg;
Como 1905:  Oro negli 80 kg;  Oro assoluto
Milano 1906:  Oro negli 80 kg;  Oro assoluto
Milano 1907:  Oro negli 80 kg;  Oro assoluto
Genova 1919:  Oro negli 75 kg;
- Cintura d’argento

Pavia 1905
Genova 1907